# Еміліано Моретті
Еміліано Моретті (італ. Emiliano Moretti, нар. 11 червня 1981, Рим) — італійський футболіст, захисник клубу «Торіно» та національної збірної Італії.
Володар Кубка Італії. Володар Суперкубка Італії з футболу. Чемпіон Італії. Володар Кубка Іспанії з футболу. Володар Суперкубка УЄФА.

## Клубна кар'єра
Народився 11 червня 1981 року в місті Рим. Вихованець футбольної школи клубу «Лодіджані».
У дорослому футболі дебютував 1998 року виступами за «Лодіджані» у Серії С1, в якій взяв участь лише у 5 матчах чемпіонату.

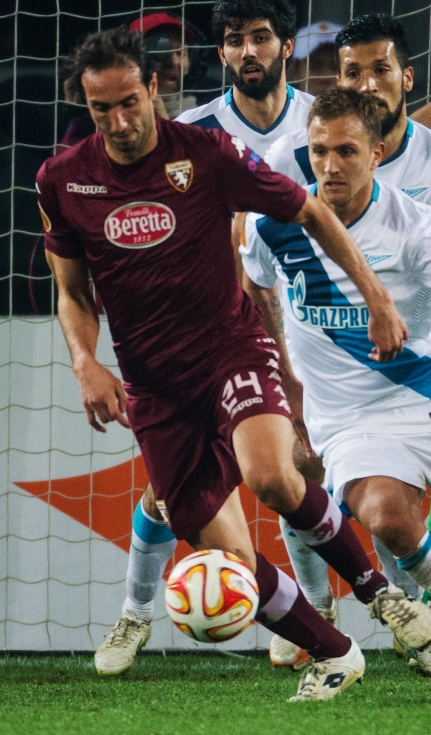
Еміліано Моретті під час виступів за «Торіно». 20 березня 2015 року.

У рік свого дебюту в чемпіонаті Італії, він був куплений «Фіорентиною», за яку провів наступні три роки, зігравши у 42 матчі і забивши 1 гол. У складі «фіалок» Моретті виграв свій перший трофей — Кубок Італії у 2001 році, зігравши в тому числі в обох фінальних матчах проти «Парми».
Влітку 2002 року Моретті перейшов в «Ювентус». У складі «Старої Синьйори» Моретті не зміг завоювати місце в основному складі: він провів лише 8 матчів в серії А, однак виграв чемпіонат і Суперкубок Італії. На початку 2003 року Еміліано був орендований «Моденою», за яку провів 9 ігор. 
Влітку 2003 року Моретті перейшов в «Парму», яка віддала зав гравця 1,8 млн євро та півзахисника Стівена Аппіа, однак після предсезонних зборів був відданий в оренду «Болоньї», за яку зіграв в 32 іграх матчах чемпіонату у наступному сезоні.
У 2004 році Моретті перейшов у іспанську «Валенсію», куди його запросив головний тренер команди, співвітчизник Клаудіо Раньєрі. В матчі Суперкубка УЄФА, який «Валенсія» виграла, Моретті не потрапив у заявку і спостерігав за матчем з трибун. Він дебютував у чемпіонаті Іспанії 18 вересня 2004 року в матчі з «Реал Сосьєдадом» (3:1). 28 листопада того ж року, в матчі 13-го туру чемпіонату Іспанії, Моретті забив свій перший гол за «Валенсію», вразивши ворота «Мальорки». Якщо в перший сезон Моретті конкурував за місце в основі з Амедео Карбоні і Фабіо Ауреліо, виступаючи на позиції лівого та центрального захисника, то в подальші сезони він став гравцем основного складу команди. 10 лютого 2008 року Моретті досяг позначки в 100 матчів за «кажанів» і в тому ж році допоміг команді виграти Кубок Іспанії, зігравши у всіх 9 матчах турніру.
11 липня 2009 року Моретті був куплений «Дженоа», який заплатив за трансфер захисника 3,8 млн євро. Дебютував за генуезців 23 серпня у матчі проти «Роми» (3:2), а вже за тиждень Моретті забив гол у ворота «Аталанти» (1:0). Всього Моретті захищав кольори клубу протягом чотирьох сезонів, зігравши 121 матч в усіх турнірах.
11 липня 2013 року Моретті перейшов в «Торіно» за 700 тис. євро, підписавши дворічний контракт. Відтоді встиг відіграти за туринську команду 84 матчі в національному чемпіонаті.

## Виступи за збірні
1997 року дебютував у юнацькій збірній Італії і взяв у її складі участь у юнацькому чемпіонаті Європи (U-16) у Німеччині, де Італія дійшла до фіналу. Всього взяв участь у 4 іграх на юнацькому рівні.
Протягом 2001–2004 років залучався до складу молодіжної збірної Італії, разом з якою брав участь у молодіжному чемпіонаті Європи 2004 року, який італійці виграли. Загалом на молодіжному рівні зіграв у 25 офіційних матчах.
Влітку 2004 року Моретті грав на Олімпійських іграх, де італійці виграли бронзу.
9 листопада 2014 року Моретті був вперше викликаний до національної збірної головним тренером Антоніо Конте. 18 листопада 2014 року Еміліано дебютував в офіційних матчах у складі національної збірної Італії в товариській грі проти збірної Албанії (1:0) в результаті чого він у віці 33 років, 5 місяців і 7 днів став найстарішим гравцем, що дебютував у італійській збірній.
Наразі провів у формі головної команди країни 2 матчі.

## Статистика виступів

### Статистика клубних виступів
| Сезон                  | Команда                | Чемпіонат              | Чемпіонат | Чемпіонат | Національний кубок | Національний кубок | Національний кубок | Континентальні кубки | Континентальні кубки | Континентальні кубки | Інші змагання | Інші змагання | Інші змагання | Усього | Усього |
| Сезон                  | Команда                | Ліга                   | Ігор      | Голів     | Ліга               | Ігор               | Голів              | Ліга                 | Ігор                 | Голів                | Ліга          | Ігор          | Голів         | Ігор   | Голів  |
| ---------------------- | ---------------------- | ---------------------- | --------- | --------- | ------------------ | ------------------ | ------------------ | -------------------- | -------------------- | -------------------- | ------------- | ------------- | ------------- | ------ | ------ |
| 1997-98                | «Лодіджані»            | C1                     | 5         | 0         | КІ                 | —                  | —                  | —                    | —                    | —                    | —             | —             | —             | 5      | 0      |
| 1998-99                | «Фіорентина»           | A                      | 0         | 0         | КІ                 | 0                  | 0                  | —                    | —                    | —                    | —             | —             | —             | 0      | 0      |
| 1999-00                | «Фіорентина»           | A                      | 0         | 0         | КІ                 | 0                  | 0                  | —                    | —                    | —                    | —             | —             | —             | 0      | 0      |
| 2000-01                | «Фіорентина»           | A                      | 9         | 0         | КІ                 | 4                  | 0                  | —                    | —                    | —                    | СІ            | 1             | 0             | 14     | 0      |
| 2001-02                | «Фіорентина»           | A                      | 27        | 0         | КІ                 | 0                  | 0                  | КУЄФА                | 6                    | 0                    | —             | —             | —             | 33     | 0      |
| Усього за «Фіорентину» | Усього за «Фіорентину» | Усього за «Фіорентину» | 36        | 0         |                    | 4                  | 0                  |                      | 6                    | 0                    |               | 1             | 0             | 47     | 0      |
| 2002-03                | «Ювентус»              | A                      | 8         | 0         | КІ                 | 3                  | 0                  | ЛЧ                   | 3                    | 0                    | СІ            | 1             | 0             | 15     | 0      |
| 2002-03                | «Модена»               | A                      | 9         | 0         | КІ                 | —                  | —                  | —                    | —                    | —                    | —             | —             | —             | 9      | 0      |
| 2003-04                | «Болонья»              | A                      | 32        | 0         | КІ                 | 2                  | 0                  | —                    | —                    | —                    | —             | —             | —             | 34     | 0      |
| 2004-05                | «Валенсія»             | ПД                     | 23        | 1         | КІ                 | 0                  | 0                  | ЛЧ+КУЄФА             | 4+2                  | 0+0                  | —             | —             | —             | 29     | 1      |
| 2005-06                | «Валенсія»             | ПД                     | 33        | 0         | КІ                 | 0                  | 0                  | Інт                  | 1                    | 0                    | —             | —             | —             | 34     | 0      |
| 2006-07                | «Валенсія»             | ПД                     | 23        | 2         | КІ                 | 0                  | 0                  | ЛЧ                   | 10                   | 0                    | —             | —             | —             | 33     | 2      |
| 2007-08                | «Валенсія»             | ПД                     | 28        | 1         | КІ                 | 9                  | 0                  | ЛЧ                   | 7                    | 0                    | —             | —             | —             | 44     | 1      |
| 2008-09                | «Валенсія»             | ПД                     | 28        | 0         | КІ                 | 2                  | 0                  | —                    | —                    | —                    | СІ            | 2             | 0             | 32     | 0      |
| Усього за «Валенсію»   | Усього за «Валенсію»   | Усього за «Валенсію»   | 135       | 4         |                    | 11                 | 0                  |                      | 24                   | 0                    |               | 2             | 0             | 172    | 4      |
| 2009-10                | «Дженоа»               | A                      | 29        | 1         | КІ                 | 1                  | 0                  | ЛЄ                   | 7                    | 0                    | —             | —             | —             | 37     | 1      |
| 2010-11                | «Дженоа»               | A                      | 18        | 0         | КІ                 | 3                  | 0                  | —                    | —                    | —                    | —             | —             | —             | 21     | 0      |
| 2011-12                | «Дженоа»               | A                      | 27        | 1         | КІ                 | 2                  | 0                  | —                    | —                    | —                    | —             | —             | —             | 29     | 1      |
| 2012-13                | «Дженоа»               | A                      | 33        | 0         | КІ                 | 1                  | 0                  | —                    | —                    | —                    | —             | —             | —             | 34     | 0      |
| Усього за «Дженоа»     | Усього за «Дженоа»     | Усього за «Дженоа»     | 107       | 2         |                    | 7                  | 0                  |                      | 7                    | 0                    |               |               |               | 121    | 2      |
| 2013-14                | «Торіно»               | A                      | 36        | 1         | КІ                 | 1                  | 0                  | —                    | —                    | —                    | —             | —             | —             | 37     | 1      |
| 2014-15                | «Торіно»               | A                      | 35        | 2         | КІ                 | 1                  | 0                  | ЛЄ                   | 11                   | 0                    | —             | —             | —             | 47     | 2      |
| 2015-16                | «Торіно»               | A                      | 13        | 1         | КІ                 | 2                  | 1                  | —                    | —                    | —                    | —             | —             | —             | 15     | 2      |
| Усього за «Торіно»     | Усього за «Торіно»     | Усього за «Торіно»     | 84        | 4         |                    | 4                  | 1                  |                      | 11                   | 0                    |               | —             | —             | 99     | 5      |
| Усього за кар'єру      | Усього за кар'єру      | Усього за кар'єру      | 416       | 10        |                    | 31                 | 1                  |                      | 51                   | 0                    |               | 4             | 0             | 502    | 11     |

### Статистика виступів за збірну
| Дата       | Місто | Господарі | Результат | Гості   | Турнір           | Голи | Примітки |
| ---------- | ----- | --------- | --------- | ------- | ---------------- | ---- | -------- |
| 18-11-2014 | Генуя | Італія    | 1 – 0     | Албанія | товариський матч | -    |          |
| 31-03-2015 | Турин | Італія    | 1 – 1     | Англія  | товариський матч | -    | 72'      |
| Усього     |       | Матчів    | 2         |         | Голів            | 0    |          |

## Титули і досягнення
- Володар Кубка Італії (1):

«Фіорентіна»: 2000-01
- Володар Суперкубка Італії (1):

«Ювентус»: 2002
- Чемпіон Італії (1):

«Ювентус»: 2002-03
- Володар Суперкубка УЄФА (1):

«Валенсія»: 2004
- Володар Кубка Іспанії (1):

«Валенсія»: 2007-08
- Чемпіон Європи (U-21): 2004
- Бронзовий олімпійський призер: 2004